# Nicolas Nalješković
Nikola Nalješković ou Nicolaus de Nale, né à Raguse (Dubrovnik), vers 1500 et mort en 1587 dans cette même république est un mathématicien, poète, et dramaturge.
Né plébéien dans une famille de commerçants, il termina ses études à Raguse et travailla comme commis et arpenteur. Dans les dernières années de  sa vie, il se voua à l'astronomie et aux mathématiques. Il fut consulté pour donner son avis sur la réforme du calendrier établie par Grégoire XIII.
Personnalité centrale de la littérature croate, ses œuvres furent imprimés en 1873 et 1876. Dans ses poèmes, se dégagent une réflexion sur la mélancolie et l'amour ainsi qu'un profond pessimisme. Il mania également l'humour et la satire. Ces chansons de carnaval ont été publiées entre 1844 et 1858 ; il donna par ailleurs sept œuvres théâtrales. À la fin de sa vie, il fit partie du cercle littéraire groupé autour de Flora Zuzzeri.